# Het Volk (parti politique)

Het Volk (« le peuple »)  ou  Vereeniging Het Volk (« union du peuple ») était un parti politique du Transvaal créé en mai 1904 et dissous en 1911 lors de sa fusion avec l'Afrikaner Bond, le South African Party et Orangia Unie pour former le Parti sud-africain. 
Ses principaux dirigeants furent Louis Botha et Jan Smuts. Bien que fondé, à la suite de la seconde guerre des Boers, en tant que parti pour les Afrikaners, le programme du parti reposait sur la réconciliation avec les populations anglophones et sur l'autonomie de gouvernement des anciennes républiques boers au sein d'un État britannique. 

## Historique
À la suite de la seconde guerre des Boers remportée par les Britanniques, Lord Alfred Milner, gouverneur général de l'Afrique du Sud, entreprend une politique active d'anglicisation de l'administration et de la société civile blanche sud-africaine, cumulant alors les maladresses envers les Afrikaners, le groupe ethnique majoritaire au sein de la population blanche. Ceux-ci décident rapidement de se réorganiser politiquement, notamment au sein des anciennes républiques boers annexées. En mai 1904, dans la colonie du Transvaal, plusieurs centaines de Boers se rassemblent à Pretoria, l'ancienne capitale sud-africaine, où ils fondent Het Volk, un parti afrikaner dirigé par Jan Smuts, un ancien et respecté général boer. Un an plus tard, dans la colonie voisine de l'Orange, le général James Barry Hertzog constitue un parti frère nommé Orangia Unie. 
Dirigés par d'anciens généraux boers, Het Volk et Orangia Unie réclament l'autonomie interne et refusent le statut colonial. 
À partir de 1905, les rapports se détendent entre ces partis et les autorités britanniques. En effet, Alfred Milner a été remplacé par Lord Selborne, nettement plus pragmatique, tandis que le gouvernement britannique veut unifier ses colonies sud-africaines sur le modèle constitutionnel de l'Australie et du Canada, quitte à transférer le pouvoir politique aux Afrikaners. 
En 1906, le premier ministre britannique, Henry Campbell-Bannerman accorde au Transvaal son autonomie et le droit de se gouverner. En 1907, Het Volk et ses alliés anglophones remportent les élections législatives de la colonie autonome du Transvaal. Le général Louis Botha devient premier ministre. Un an plus tard, Orangia Unie remporte les élections dans la colonie de la rivière Orange. Dans la colonie du Cap, le Parti sud-africain de John X. Merriman remplace les Unionistes. Désormais, le pouvoir politique est revenu aux Afrikaners et à leurs alliés. Il leur revient de négocier avec Londres la forme constitutionnelle du nouvel État sud-africain. 
À la suite de la promulgation du South Africa Act et de la création de l'Union de l'Afrique du Sud, Louis Botha devient Premier ministre. Lors des premières élections générales sud-africaines de 1910, la coalition menée par son parti Het Volk remporte 77 sièges contre 39 sièges à la coalition menée par le parti unioniste de Leander Starr Jameson et les constitutionnalistes de l'état libre d'orange
Le 7 décembre 1911, Het Volk fusionne avec l'Afrikaner Bond, le South African Party et Orangia Unie pour former le Parti sud-africain.